# Врљика
Врљика је дебела грана (обично дебљине близу ручног зглоба, дакле од 5-10cm), која је у старо време коришћена за прављење ограде од врљика.
Ограда се правила тако што су прављени двоструки стубови, а онда повезивани тањим гранама на сваких двадесетак центиметара по висини. Онда се ту наизменично убаце врљике и тако се добије ограда. Предност ове ограде је у томе што се лако може раставити и отворити, тако да када се укаже потреба за проласком, врљике се извуку, прође се, па се врљике врате на место. Данас се врљике углавном користе по селима Шумадије уместо капија у врзинама.